# Wimbledon 2017 (turniej legend seniorów)
Wimbledon 2017 – turniej legend seniorów – zawody deblowe legend seniorów, rozgrywane w ramach trzeciego w sezonie wielkoszlemowego turnieju tenisowego, Wimbledonu. Zmagania miały miejsce pomiędzy 11 a 16 lipca na trawiastych kortach All England Lawn Tennis and Croquet Club w London Borough of Merton – dzielnicy brytyjskiego Londynu.

## Drabinka

#### Klucz
- w/o – walkower
- k – krecz
- d – dyskwalifikacja
- Q – kwalifikant
- WC – dzika karta
- LL – szczęśliwy przegrany
- Alt – zawodnik zastępczy
- PR – ochrona rankingu
- SE – specjalna przepustka
- ITF – ranking ITF
- JE – ranking juniorski

### Faza finałowa
|  |       |                               |   |   |    |
|  | Finał |                               |   |   |    |
|  |       |                               |   |   |    |
|  |       |                               |   |   |    |
|  |       |                               |   |   |    |
|  | A3    | Richard Krajicek Mark Petchey | 6 | 3 | 6  |
|  | A3    | Richard Krajicek Mark Petchey | 6 | 3 | 6  |
|  | B2    | Jacco Eltingh Paul Haarhuis   | 4 | 6 | 10 |
|  | B2    | Jacco Eltingh Paul Haarhuis   | 4 | 6 | 10 |
|  |       |                               |   |   |    |

### Faza początkowa

#### Grupa A
|    |                                 | Jeremy Bates Chris Wilkinson | Wayne Ferreira Goran Ivanišević | Richard Krajicek Mark Petchey | Todd Woodbridge Mark Woodforde | Mecze W–L | Sety W–L | Gemy W–L | Miejsce |
| A1 | Jeremy Bates Chris Wilkinson    |                              | 4:6, 6:2, 12–10 (13 lipca)      | 4:6, 3:6 (11 lipca)           | 5:7, 6:7(1) (15 lipca)         | 1–2       | 2–5      | 29–34    | 4.      |
| A2 | Wayne Ferreira Goran Ivanišević | 6:4, 2:6, 10–12 (13 lipca)   |                                 | 3:6, 6:4, 4–10 (14 lipca)     | 6:2, 7:5 (12 lipca)            | 1–2       | 4–4      | 30–29    | 2.      |
| A3 | Richard Krajicek Mark Petchey   | 6:4, 6:3 (11 lipca)          | 6:3, 4:6, 10–4 (14 lipca)       |                               | 6:1, 6:7(6), 10–7 (13 lipca)   | 3–0       | 6–2      | 36–24    | 1.      |
| A4 | Todd Woodbridge Mark Woodforde  | 7:5, 7:6(1) (15 lipca)       | 2:6, 5:7 (12 lipca)             | 1:6, 7:6(6), 7–10 (13 lipca)  |                                | 1–2       | 3–4      | 29–37    | 3.      |

#### Grupa B
|    |                              | Andrew Castle Michael Chang  | Jacco Eltingh Paul Haarhuis | Henri Leconte Cédric Pioline  | Patrick McEnroe Jeff Tarango  | Mecze W–L | Sety W–L | Gemy W–L | Miejsce |
| B1 | Andrew Castle Michael Chang  |                              | 4:6, 4:6 (13 lipca)         | 6:7(4), 6:2, 7–10 (12 lipca)  | 7:5, 6:3 (15 lipca)           | 1–2       | 3–4      | 33–30    | 3.      |
| B2 | Jacco Eltingh Paul Haarhuis  | 6:4, 6:4 (13 lipca)          |                             | 6:3, 6:4 (15 lipca)           | 4:6, 6:3, 10–5 (12 lipca)     | 3–0       | 6–1      | 35–24    | 1.      |
| B3 | Henri Leconte Cédric Pioline | 7:6(4), 2:6, 10–7 (12 lipca) | 3:6, 4:6 (15 lipca)         |                               | 6:7(3), 6:2, 12–10 (13 lipca) | 2–1       | 4–4      | 30–33    | 2.      |
| B4 | Patrick McEnroe Jeff Tarango | 5:7, 3:6 (15 lipca)          | 6:4, 3:6, 5–10 (12 lipca)   | 7:6(3), 2:6, 10–12 (13 lipca) |                               | 0–3       | 2–6      | 26–37    | 4.      |

## Pula nagród
| Runda                    | Pieniądze (£) |
| Zwycięzcy                | 23 000        |
| Finaliści                | 20 000        |
| Drugie miejsce w grupie  | 17 000        |
| Trzecie miejsce w grupie | 17 000        |
| Czwarte miejsce w grupie | 17 000        |